# バレンティン・エリザルデ
バレンティン・エリザルデ・バレンシア（Valentín Elizalde  Valencia （ スペイン語: [balenˈtin eliˈsalde βaˈlensja]  ; 1979年2月1日〜2006年11月25日）（1979年2月1日、ソノラ州ヒトンヘカ-2006年11月25日、タマウリパス州レイノサ）は、メキシコの歌手。BBandaとNorteñoなどメキシコの地方音楽を専門としていた。 
「 El Gallo de Oro 」（ゴールデンルースター）の愛称で呼ばれ、オフキースタイルで知られる。彼の最大のヒット曲は、「Vete Ya」、「Ebrio de Amor」、「Vete ConÉl」、「VuelveCariñito」、 「CómoMe Duele」、「Vencedor」、「Mi Virgencita」、「SoyAsí」（ホセホセのクラシックソングのカバー）。  彼の曲のいくつかは、 Vicente Carrillo Fuentesのようなメキシコの麻薬王を賛美するナルココリドスで、彼は伝えられるところではその時点での武装翼を務めるロス・セタス、 ガルフ・カルテルといった麻薬密売ギャングのメンバーによって待ち伏せされ殺害された  。

## バイオグラフィー
バレンティンはソノラ州エチョホアの自治体に属する町ジトンウエッカで生まれ、最初の1年を過ごした場所でパレンケで音楽カセットの販売に専念し、その後トマト畑に入り、後にグアダラハラに移りました。 ハリスコ、その後シナロア州グアサベに移り、そこで父エバールドエリザルデと彼の兄弟と数年間住んでいた

## 私生活
エリザルデは歌手であるだけでなく作曲家でもあった。 シナコアンドラムの伝統の中で、ナルココリドは多数の歌とさまざまなスタイルの中で、これらのスタイルの1つ。

## キャリア
ValentínElizaldeのプロとしてのキャリアは、1998年6月24日、ソノラ州のBácameNuevoで、サンファンの祝宴で始まり、そこで最初の支払いを受けた。 バレンティンは最初のアルバムを録音する準備を始め、ソノラ州、ハリスコ州、シナロア州、チワワ州で認められた。

## 殺人
バレンティンエリザルデは、2006.3年11月25日03:30頃にタマウリパス州でのコンサートを去っていたときにコマンドによって殺された。攻撃中に、彼はAK-47、AR-15、銃器からいくつかのショットを受けた